# NGC 2132
NGC 2132 — группа звёзд в созвездии Живописец.
Этот объект входит в число перечисленных в оригинальной редакции «Нового общего каталога».
Неизвестно, является ли объект физически связанной группой звёзд или просто астеризмом (случайно оказавшимися близко друг к другу на небе звёздами, но на самом деле никак не связанными).